# (9643) 1994 RX
A (9643) 1994 RX a Naprendszer kisbolygóövében található aszteroida. Yoshisada Shimizu és Urata Takesi fedezte fel 1994. szeptember 2-án.